# Hans René Laurer
Hans René Laurer (* 23. Juni 1944 in Wien) ist ein österreichischer Rechtswissenschaftler.

## Leben
Nach der Promotion an der Universität Wien zum Dr. rer. pol. 1970 wurde er 1975 außerordentlicher Universitätsprofessor für Verfassungs- und Verwaltungsrecht an der Wirtschaftsuniversität Wien.

## Ehrungen und Auszeichnungen
- 1973: Kardinal-Innitzer-Förderungspreis für Rechts- und Staatswissenschaften

## Schriften (Auswahl)
- Wirtschafts- und Steueraufsicht über Kredit- und Versicherungsunternehmungen. Wien 1972, OCLC 9382870.
- mit Walter A. Fremuth: Das neue Sparkassenrecht. Eine Kommentierung der wichtigen Bestimmungen für die Praxis. Wien 1979, ISBN 3-214-06855-5.
- mit Walter A. Fremuth und Leo Pötzelberger: Handkommentar zum Kreditwesengesetz. Samt allen Nebengesetzen. Wien 1984, ISBN 3-214-04035-9.
- Der parlamentarische Untersuchungsausschuss. Eine Untersuchung zum österreichischen Recht. Wien 1984, ISBN 3-214-06611-0.